# Dinapate wrightii
Dinapate wrightii is een keversoort uit de familie boorkevers (Bostrichidae). De wetenschappelijke naam van de soort is voor het eerst geldig gepubliceerd in 1886 door George Henry Horn.